# 奥古斯特·埃斯凯利宁
奥古斯特·埃斯凯利宁（芬蘭語：August Eskelinen，1898年7月16日—1987年6月10日），芬兰男子冬季两项运动员。他曾代表芬兰参加1924年冬季奥林匹克运动会军事巡逻比赛，获得一枚银牌。